# Marie Blachère
Marie Blachère es una cadena de panaderías francesa. Tiene más de 700 tiendas en 2022.

## Histórico
Marie Blachère es una empresa del Grupo Blachère, fundada en 2004 por Bernard Blachère y sus hijos Marie y Jean Blachère.
La primera tienda abrió en 2004 en Salon-de-Provence . Se multiplican rápidamente : el 100 fue inaugurada en febrero de 2011, el 200 en septiembre de 2013 . Un primer punto de venta fuera de Francia se abrió en marzo de 2014 en Messancy ( Bélgica ).
En la temporada 2014-2015, Marie Blachère patrocinó al equipo de fútbol Nîmes Olympique,  después de haber figurado sobre la camiseta del AC Arles-Avignon en 2009-10. 
En 2016, Marie Blachère se convirtió en franquicia y en junio de 2019 abrió la tienda número 504.
La empresa no dispone de fábrica que centralice la producción, que se realiza “in situ”.

## Estructura legal
El canal está gestionado por empresas:
- SAS Panadería BG[8]
- SAS Côté Boulange [9]
- Café Marie[cita requerida]

## Controversias
Ha sido criticada por la competencia que plantea a los panaderos artesanos tradicionales. : precios más bajos, ingredientes estandarizados mediante la adición de aditivos, ubicación en zonas industriales muy visibles.
En 2017, empleados se declararon en huelga. Entre sus reivindicaciones, los huelguistas lamentan la falta de remuneración para los empleados a pesar del constante aumento de la rotación, así como la falta de dirección en términos de recursos humanos y materiales.
En 2018, la asociación L214 pidió a Marie Blachère que dejara de utilizar huevos puestos por gallinas en batería . El grupo respondió que ya se había comprometido a ello desde 2017.
La marca también es criticada por utilizar aditivos de origen animal sin advertir abiertamente a los consumidores.